# Miss Saigon

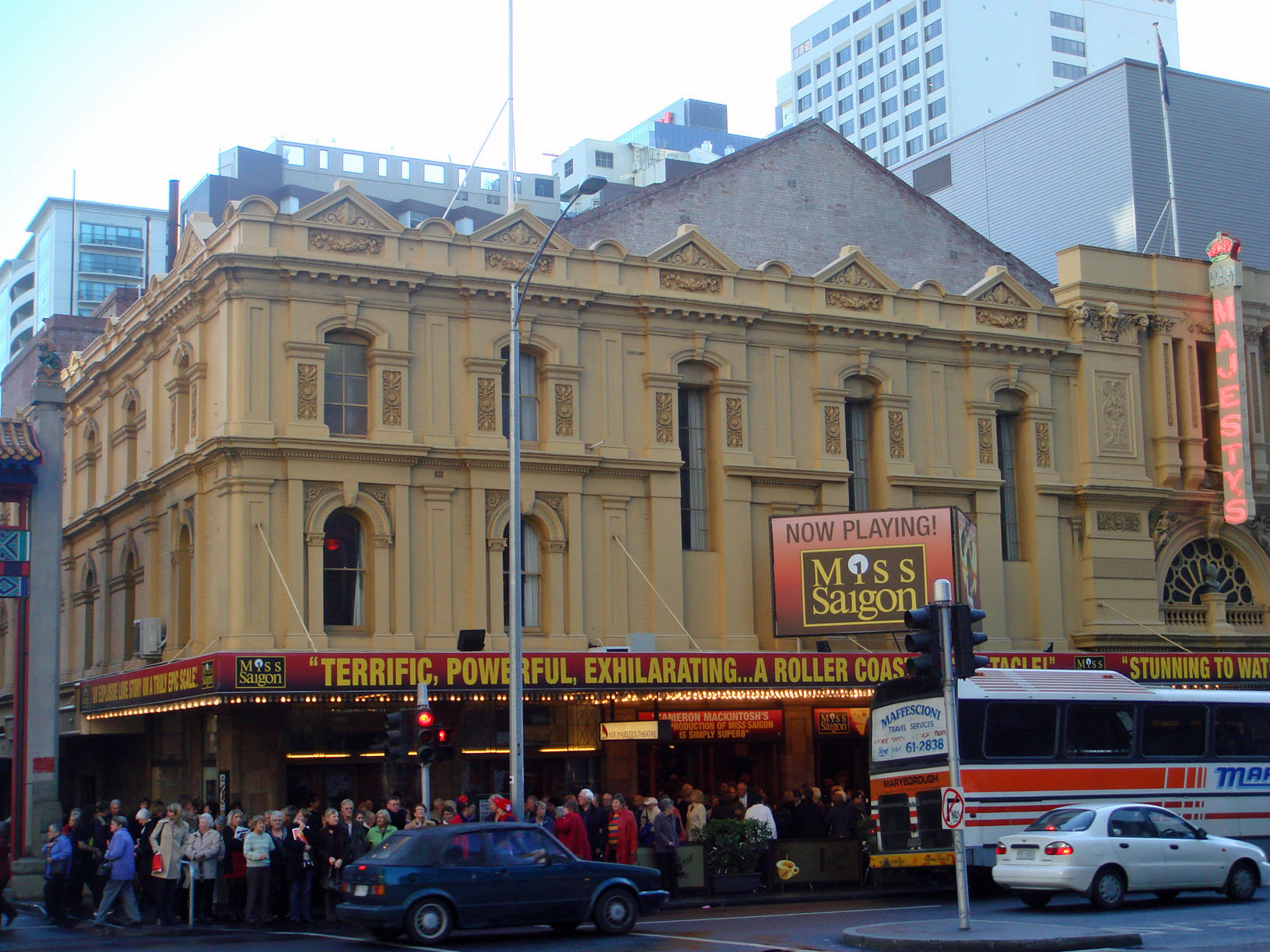
Dekoracje Teatru Jej Królewskiej Mości w Melbourne

Miss Saigon – musical autorstwa Claude-Michela Schönberga. Fabuła musicalu inspirowana jest operą Giacomo Pucciniego Madame Butterfly, jednak akcję Miss Saigon osadzono w realiach wojny wietnamskiej.
Inspiracją dla musicalu stała się fotografia, na którą Claude-Michel Schönberg przypadkowo natrafił w czasopiśmie. Zdjęcie przedstawiało matkę, która żegna się ze swoim dzieckiem przy bramce odlotów na lotnisku Tân Sơn Nhất, gdzie czekało na odlot do Stanów Zjednoczonych do swojego ojca, amerykańskiego weterana wojny w Wietnamie. Schönberg uznał poświęcenie się matki jako „największą ofiarę” i wokół tego wątku osadził akcję Miss Saigon.
Światowa prapremiera musicalu miała miejsce 20 września 1989 w londyńskim Theatre Royal przy Drury Lane na West Endzie. W Polsce musical po raz pierwszy wystawiono w Teatrze Muzycznym „Roma” w Warszawie (premiera: 9 grudnia 2000). Prapremierę w wersji School Edition we współpracy z agencją MTI Shows wystawił 30 maja 2015 roku Śródmiejski Teatr Muzyczny na deskach Teatru Studio w Warszawie w reżyserii Antoniusza Dietziusa. Wznowienie tytułu w Polsce miało miejsce w Teatrze Muzycznym w Łodzi – premiera odbyła się 8 czerwca 2019 roku.
W 1991 roku musical zdobył cztery nagrody Tony: dla najlepszej aktorki pierwszoplanowej (Lea Salonga), najlepszego aktora pierwszoplanowego (Jonathan Pryce), najlepszego aktora drugoplanowego (Hinton Battle) oraz za najlepszą reżyserię.
Wznowienie musicalu na West Endzie miało miejsce 3 maja 2014 roku w Prince Edward Theatre. Producentem został Cameron Mackintosh, a reżyserem Laurence Connor. Przesłuchania do roli Kim odbyły się w dniach 19–22 listopada 2012 w Manili.

## Opis fabuły

### Opis
Akcja rozpoczyna się w kwietniu 1975 roku, podczas ostatnich dni amerykańskiej obecności w Sajgonie. Miss Saigon to epicka historia o miłości między amerykańskim żołnierzem a młodą wietnamską kobietą.
Kim pracuje w podejrzanym nocnym klubie w Sajgonie, którego właścicielem jest niejaki Szef. John, amerykański żołnierz, kupuje swojemu koledze Chrisowi towarzystwo Kim na noc. Ta noc diametralnie zmienia ich życie.
Trzy lata później, po ucieczce amerykańskich wojsk z Sajgonu, Chris powrócił dawno do Stanów Zjednoczonych i ożenił się z Ellen (Amerykanką). Myśli, że Kim zginęła. Jednakże Kim opuściła Sajgon i żyje w biedzie ze swoim trzyletnim synkiem Tamem w Bangkoku. Chris dowiaduje się, iż Kim przeżyła i urodziła mu syna, co powoduje iż powraca do Azji, aby ich odszukać.
Kim na wieść o tym, że Chris przyleciał do Bangkoku ze swoją nową żoną, porzuca swoje wielkie nadzieje związane z Chrisem. Jest zdolna ponieść najwyższą ofiarę, aby jej syn mógł mieć dobre dzieciństwo w Ameryce.

### Postacie
- Szef – znany też jako Tran Van Dinh, właściciel baru 'Dreamland'
- Kim – osierocona nastolatka zmuszona do pracy w barze 'Dreamland'
- Chris – „Christopher Scott”, Amerykański żołnierz
- John – przyjaciel Chrisa, także amerykański żołnierz
- Thuy – kuzyn Kim, któremu została ona obiecana za żonę przez jej rodziców, gdy oboje mieli po 13 lat. Po upadku Sajgonu zostaje oficerem w Komunistycznej Armii Wietnamu
- Ellen – żona Chrisa
- Tam – trzyletni syn Kim i Chrisa

## Lista utworów
| Akt I Sajgon , kwiecień 1975 „Uwertura” („Overture”) „W Sajgonie kipi i wrze” („The Heat is on in Saigon”) „Z marzenia mego film” („The Movie in My Mind”) „Taniec” („The Dance”) „Dlaczego” („Why God, Why”) „This Money’s Yours” „Księżyc i słońce” („Sun and Moon”) „Telefon” („Telephone Song”) „Umowa” („The Deal”) „Ślub” („The Wedding Ceremony”) „Przybycie Thuya” („Thuy’s Arrival”) „Ostatnia noc świata” („The Last Night of the World”) Ho Chi Minh (dawniej Sajgon), kwiecień 1978 „Poranek smoka” („The Morning of the Dragon”) „Ja wierzę wciąż” („I still belive”) „Śmierć Thuya” („Thuy’s Death / You Will Not Touch Him”) „Umrzeć w łóżku” („If You Want to Die in Bed”) „Kim i Szef” („Kim & Engineer”) „Za ciebie swoje życie dam” („I’d Give my Life for You”) | Akt II Atlanta , wrzesień 1978 „Bui Doi” „The Revelation” Bangkok , październik 1978 „Co za wstyd” („What a Waste”) „Błagam” („Please”) „Koszmary nocne” („Kim’s Nightmare”) „Pokój 317” („Room 317”) „Ona czy ja” („Her or Me / Now I’ve Seen Her”) „Konfrontacja” („The Confrontation”) „American Dream” „Finał” („Finale”) |

## Obsada

### Obsada anglojęzyczna
| Postać          | Oryginalna obsada West End (1989)            | Oryginalna obsada Broadway (1991)   | Obsada wznowienia West End (2014)                                               |
| --------------- | -------------------------------------------- | ----------------------------------- | ------------------------------------------------------------------------------- |
| Kim             | Lea Salonga                                  | Lea Salonga                         | Eva Noblezada                                                                   |
| Szef            | Jonathan Pryce                               | Jonathan Pryce                      | Jon Jon Briones                                                                 |
| Chris           | Simon Bowman                                 | Willy Falk                          | Alistair Brammer                                                                |
| John            | Peter Polycarpou                             | Hinton Battle                       | Hugh Maynard                                                                    |
| Ellen           | Claire Moore                                 | Liz Callaway                        | Tasmin Carroll                                                                  |
| Thuy            | Keith Burns                                  | Barry K. Bernal                     | Kwang-Ho Hong                                                                   |
| Gigi            | Isay Alvarez                                 | Marina Chapa                        | Rachelle Ann Go                                                                 |
| Tam             | Allen Evangelista Wasseem Hamdan David Platt | Brian R. Baldomero Philip Lyle Kong | William Dao Munck Batailkhan Connor Mason Maria Tangonan James Quek Zen Fordyce |
| Kim (II obsada) | Monique Wilson                               | Kam Cheng                           | Tanya Manalang                                                                  |

### Pełna obsada (Polska)

#### Teatr Muzyczny „Roma” w Warszawie
Na podstawie źródła:
- Katarzyna Łaska/Ewa Wlazłowska jako Kim
- Natalia Kukulska (gościnnie) jako Kim
- Damian Aleksander jako Chris / John
- Janusz Kruciński jako Chris
- Tomasz Steciuk jako Szef / John
- Robert Rozmus jako Szef
- Paweł Podgórski jako John
- Joanna Węgrzynowska jako Ellen
- Daria Druzgała jako Ellen / Gigi
- Jan Bzdawka jako Thuy
- Łukasz Zagrobelny jako Thuy / Żandarm / Schultz
- Anna Sztejner/Olga Bończyk jako Gigi
- Jerzy Jeszke jako Szef (gościnnie)
- Radosław Elis jako Chris
- Katarzyna Skrzynecka jako Ellen
- Mateusz Narloch/ Patryk Kubickijako Tam
- Jolanta Mieżaniec jako Yvette
- Patrycja Wódz/Agnieszka Bogdan jako Yvonne
- Marta Smuk jako Mimi
- Jakub Lasota jako Adiutant Thuya / Weber / Właściciel klubu Moulin Rouge
- Grzegorz Pierczyński jako Adiutant Thuya / Właściciel klubu Moulin Rouge
- Paweł Strymiński jako Żandarm
- Krzysztof Pietrzak/Jacek Kotlarski jako Schultz
- Krzysztof Cybiński jako Harrison
- Robert Szpręgiel jako Travis

Zespół realizacyjny:
- Reżyseria: Wojciech Kępczyński, School: Antoniusz Dietzius
- Asystenci reżysera: Andrzej Ozga, Sebastian Gonciarz, School: Zuzanna Bernat
- Kierownictwo muzyczne: Maciej Pawłowski, School: Izabela Tomaszewska
- Asystenci kierownika muzycznego: Elżbieta Zapendowska, Marzena Ajzert-Lauks, Tomasz Filipczak, Joachim Ziebura
- Scenografia: Marek Chowaniec, School: Elżbieta Kossakowska, Antoniusz Dietzius
- Współpraca choreograficzna: Wojciech Kępczyński, School: Anna Gwarek
- Asystent choreografa: Tomasz Narloch
- Kostiumy: Irena Biegańska, School: Agata Walinowicz, Dorota Sadurska
- Reżyseria światła: Mieczysław Kozioł, School: Tomasz Janiszewski
- Realizacja światła: Krzysztof Zamojski
- Reżyseria dźwięku: Przemysław Nowak, School: Marcin Żak
- Współpraca: Włodzimierz Kowalczyk, Michał Bojanowicz, Witold Osiński
- Dyrygent: Maciej Pawłowski
- Drugi dyrygent: Tomasz Filipczak
- Produkcja: Marek Szyjko, School: Aleksandra Kośka

#### School Edition Śródmiejskiego Teatru Muzycznego
Na podstawie źródła:
- Katarzyna Kanabus jako Kim
- Maciej Dybowski jako Szef
- Mikołaj Kisiel jako Chris
- Mateusz Otłowski jako John
- Antoniusz Dietzius jako Thuy
- Katarzyna Stopka jako Ellen
- Julia Jarmoszewicz/Karina Pniewska jako Gigi
- Issei Leski jako Tam
- Katarzyna Wiertel jako Yvette
- Helena Mirecka jako Yvonne
- Paulina Mróz jako Mimi
- Karol Nowiński jako Adiutant Thuya
- Łukasz Romejko/Michał Rulak jako Właściciel klubu Moulin Rouge
- Zespół w składzie: Wiktoria Banaszek, Małgorzata Czerwińska, Albert Tuan Minh Do, Viet Anh Do, Jakub Dobrowolski, Sebastian Garaj, Aleksandra Kołodziej, Sergiusz Królak, Karol Nguyen, Łukasz Obłąk, Gabriela Olechowska, Maria Orthwein, Joanna Pitak, Filip Ponikiewicz, Łukasz Romejko, Michał Romanowski, Michał Kaczorek, Hannah Khadir, Maximilian Khadir, Michał Romanowski, Dominika Sobol, Filip Tran, Kevin Long Tran
- Chór LXXV Liceum Ogólnokształcącego im. Jana III Sobieskiego

#### Teatr Muzyczny w Łodzi[6]
- Joanna Gorzała / Sylwia Banasik / Urszula Laudańska jako Kim
- Marcin Franc / Maciej Pawlak / Jan Traczyk / Marcin Januszkiewicz jako Chris
- Edyta Krzemień / Agnieszka Przekupień jako Ellen
- Marcin Jajkiewicz / Daniel Kulczyński jako John
- Tomasz Steciuk / Robert Rozmus / Karol Wolski jako Szef
- Katarzyna Łaska / Ewa Spanowska jako Gigi
- Marcin Sosiński / Michał Piprowski jako Thuy
- Patryk Staszewski / Franciszek Zwierz / Olgierd Moszyński jako Tam
- Zespół w składzie: Martyna Henke, Zuzanna Hoang Xuan, Urszula Laudańska, Mariola Leń, Zuzanna Midura, Agnieszka Nastarowicz, Beata Rzeźnik, Laura Solongo Choijiljaw, Ewa Spanowska, Paulina Wachowicz, Jeremiasz Gzyl, Szymon Jędruch, Krzysztof Knapczyk, Daniel Kulczyński, Dominik Lewandowski, Karol Lizak, Jan Marczuk, Michał Mielczarek, Karol Smulski, Marcin Sosiński, Tomasz Wojtan, Karol Wolski, Kasper Zborowski-Weychman.
- Dyrygenci – Maciej Pawłowski / Elżbieta Tomala-Nocuń

## Nagrody i nominacje

### Nagrody Tony
Musical Miss Saigon w 1991 zdobył najwięcej, bo aż 11 nominacji do Nagrody Tony. Był typowany jako zwycięzca w kategoriach dotyczących musicali, jednak najwięcej nagród zdobył wtedy Will Rogers Follies, pozostawiając Miss Saigon jedynie nagrody dla aktorów: Lei Salongi, Jonathana Pryce'a i Hintona Battle.
- Najlepszy musical
- Najlepsze libretto
- Najlepsza oryginalna kompozycja muzyczna
- Najlepsza pierwszoplanowa męska kreacja aktorska w musicalu (Jonathan Pryce, ZWYCIĘZCA)
- Najlepsza pierwszoplanowa żeńska kreacja aktorska w musicalu (Lea Salonga, ZWYCIĘZCA)
- Najlepsza drugoplanowa męska kreacja aktorska w musicalu (Hinton Battle, ZWYCIĘZCA)
- Najlepsza drugoplanowa męska kreacja aktorska w musicalu (Willy Falk)
- Najlepsza scenografia w musicalu (John Napier)
- Najlepsze oświetlenie w musicalu (David Hersey)
- Najlepsza choreografia (Bob Avian)
- Najlepsza reżyseria musicalu (Nicholas Hytner)

## Wersja filmowa
21 października 2009 została ogłoszona informacja o  planowanej filmowej realizacji musicalu. Producent Paula Wagner powiedziała, że będzie współpracowała z Cameronem Mackintoshem. Jako możliwego reżysera wymieniano Lee Danielsa. 
Planuje się, iż film będzie kręcony w Kambodży.
W 2012 roku Cameron Mackintosh ogłosił, że powstanie filmowej wersji Miss Saigon będzie zależało od sukcesu filmowej wersji Les Misérables. Do tej pory film nie powstał.

## Lista produkcji (świat)
- 1989 –  West End (Londyn, Wielka Brytania)
- 1991 –  Broadway (Nowy Jork, Stany Zjednoczone)
- 1992 –  Japonia
- 1993 –  Toronto, Kanada
- 1993 –  Japonia
- 1994 –  Węgry
- 1995 –  Los Angeles, Stany Zjednoczone
- 1995 –  Sydney, Australia
- 1995 –  Niemcy
- 1996 –  Holandia
- 1997 –  Dania
- 2000 –  Filipiny
- 2000 –  Warszawa, Polska
- 2001 –  Wielka Brytania (Trasa)
- 2002 –  Tallinn, Estonia
- 2004 –  Wielka Brytania (Trasa)
- 2004 –  Japonia
- 2005 –  Stany Zjednoczone (Trasa)
- 2006 –  Korea Południowa
- 2007 –  Australia
- 2007 –  Bułgaria
- 2007 –  Czechy
- 2007 –  Kanada
- 2007 –  Finlandia
- 2007 –  Brazylia
- 2008 –  Szwajcaria
- 2008 –  Japonia
- 2008 –  Urugwaj
- 2009 –  Nowa Zelandia
- 2019 –  Łódź, Polska